# Cabarsussi
Cabarsussi (łac. Diœcesis Cabarsussitanus) – stolica historycznej diecezji w Cesarstwie Rzymskim (prowincja Bizacena), współcześnie w Tunezji. Wzmianki o diecezji pochodzą z IV–VII wieku. W 1933 ustanowiona katolickim biskupstwem tytularnym.

## Biskupi tytularni
| Lp. | Biskup                   | Od                   | Do                |
| --- | ------------------------ | -------------------- | ----------------- |
| 1   | Gabriel Kihimbare        | 29 września 1964     | 15 grudnia 1964   |
| 2   | Joseph Blomjous MAfr.    | 15 października 1965 | 13 maja 1977      |
| 3   | Arnaldo Canale           | 10 czerwca 1977      | 30 lipca 1990     |
| 4   | Malcolm Ranjith          | 17 czerwca 1991      | 2 listopada 1995  |
| 5   | José María Pinheiro      | 12 lutego 1997       | 9 marca 2005      |
| 6   | Joaquim Justino Carreira | 24 marca 2005        | 23 listopada 2011 |
| 7   | António Moiteiro Ramos   | 8 czerwca 2012       | 4 lipca 2014      |
| 8   | Terence Curtin           | 7 listopada 2014     |                   |